# 錢樾
錢樾（1743年—1815年），字黼棠，浙江嘉善縣人。清朝政治人物。
乾隆三十七年（1772年）進士，選翰林院庶吉士，授編修。乾隆四十五年（1780年）典陝西鄉試，四十八年（1783年）出督四川學政。乾隆五十三年（1788年），入直上書房。乾隆五十四年（1789年）、六十年（1795年）兩任江西鄉試副考官。
嘉慶元年（1796年）出督廣西學政，累擢翰林院侍讀學士、少詹事，兼署國子監祭酒。嘉慶四年（1799年），還京，驟遷內閣學士、禮部侍郎，同年出督江蘇學政。時吳縣知縣甄輔廷懲治諸生糾紛，擬罪過當，學政平恕不分事實，斥革生員二十五人。仁宗解平恕任，命錢樾接替，平息事態。
嘉慶五年（1800年），調吏部侍郎，任滿回京，調戶部侍郎，兼管錢法堂事務，又調吏部。嘉慶九年（1814年），因失察書吏舞弊，降內閣學士。其上疏置辯，部議革職，加恩賜編修。嘉慶十年（1805年），擢鴻臚寺少卿，督山東學政。累遷大理寺少卿、內閣學士。因母喪丁憂歸里。守喪結束後，託病不出。嘉慶二十年（1815年）卒。

## 佚事
錢樾少工書法。晚年自行準備後事。

## 家庭
曾孙钱宝廉，玄孙钱能训。

## 延伸阅读
[在维基数据编辑]
 《清史稿·卷354》，出自趙爾巽《清史稿》